# Przywodzie (Przelewice)
Przywodzie [pronunciación en polaco: /pʂɨˈvɔd͡ʑe/] (en alemán: Fürstensee) es un pueblo ubicado en el distrito administrativo de Gmina Przelewice, dentro del Condado de Pyrzyce, Voivodato de Pomerania Occidental, en el norte de Polonia occidental. Se encuentra aproximadamente a 6 kilómetros al este de Przelewice, a 18 kilómetros al este de Pyrzyce, y a 51 kilómetros al sureste de la capital regional Szczecin. El pueblo tiene una población de 440 habitantes.
Antes de 1945, el área fue parte de Alemania. Para la historia de la región, véase Historia de Pomerania.